# ييلو
ييلو هي بلدية تقع في مقاطعة سوريا، في منطقة قشتالة وليون، في إسبانيا. يبلغ عدد سكانها 43 نسمة وذلك حسب (المعهد الوطني للإحصاء) سنة 2017. وتبلغ مساحتها 24,95 كم مربع. وترتفع عن سطح البحر 1,122 متر.